# دورجين
دورجين هي قرية في مقاطعة نمين، إيران. يقدر عدد سكانها بـ 128 نسمة بحسب إحصاء 2016.